# Danh sách bài hát về Hồ Chí Minh
Danh sách bài hát về Hồ Chí Minh là tuyển tập các ca khúc lấy nguồn cảm hứng từ hình tượng Hồ Chí Minh, các sáng tác này tập trung ca ngợi về Hồ Chí Minh như là một vị cha già dân tộc và là người có tấm lòng bao la đối với người Việt Nam, những tác phẩm này thường được lưu hành rộng rãi trong xã hội Việt Nam. Nét chung là các nhạc sĩ sáng tác đa số là người Việt Nam nhưng cũng có những sáng tác của các nhạc sĩ nước ngoài.
Hình tượng Hồ Chí Minh là nguồn cảm hứng cho nhiều nhạc sĩ, nhà thơ sáng tác nhiều tác phẩm. Nhạc sĩ Thuận Yến đã nói: "Trong mỗi chúng ta luôn sẵn có sự tôn kính, tình yêu thương, ngưỡng mộ và lòng biết ơn vô bờ bến đối với Bác nên chỉ cần một bài hát nào đó nói lên được những tình cảm ấy là họ chấp nhận... Đó là đề tài vô tận không bao giờ vơi cạn trong mỗi người sáng tác". Riêng Thuận Yến đã có tới 26 bài hát viết về Hồ Chí Minh.
Nhiều cuộc "Thi sáng tác ca khúc về Hồ Chí Minh" đã được tổ chức, như Đài truyền hình TP HCM cũng vài lần tổ chức cuộc thi "Vận động sáng tác ca khúc về Hồ Chí Minh" để "nêu cao được tinh thần cách mạng và tấm gương đạo đức của Bác, qua đó nhằm nâng cao vai trò quan trọng của đạo đức trong mỗi công dân" , Sở Văn hoá - Thông tin Quảng Ninh tổ chức cuộc thi "Hát những ca khúc về Hồ Chủ tịch" ... Năm 2005, Bảo tàng Hồ Chí Minh phối hợp với Nhà xuất bản Thanh Niên đã phát hành tuyển tập 115 ca khúc với nhan đề "Hồ Chí Minh - Người sống mãi với non sông"...

## Danh sách
Xếp theo thứ tự ABC:
- "Ai yêu Bác Hồ Chí Minh hơn các em nhi đồng" (Phong Nhã)
- "Bác Hồ đang cùng chúng cháu hành quân" (Huy Thục)
- "Bác Hồ sống mãi với Tây Nguyên" (Lê Lôi)
- "Bác Hồ, một tình yêu bao la" của (Thuận Yến):...Bác thương các cụ già xuân về gửi biếu lụa, Bác yêu đàn cháu nhỏ Trung Thu gửi cho quà. Bác thương đoàn dân công đêm nay ngủ ngoài rừng, Bác thương người chiến sĩ đứng gác ngoài biên cương..."
- "Bác Hồ - Người cho em tất cả" (1975) (Hoàng Long, Hoàng Lân, thơ Phong Thu)
- "Bác Hồ trên đỉnh Trường Lệ" (Lê Đăng Khoa) [3]
- "The Ballad of Ho Chi Minh" (Bài ca Hồ Chí Minh) của nhạc sĩ người Anh Ewan MacColl: ...From VietBac to the SaiGon Delta. Marched the armies of Viet Minh. And the wind stirs the banners of the Indo-Chinese people. Peace and freedom and Ho Chi Minh...
- "Bài ca về đồng chí Hồ Chí Minh" (Nhạc sĩ người Nga Vladimir Fere)
- "Bé yêu Bác Hồ" (Đỗ Nhuận)
- "Bên lăng Bác Hồ" (Dân Huyền)
- "Bên ta như có Bác" (Lê Đăng Khoa) [3]: Đi khắp năm châu hiếm có ai như Bác. Cuộc đời giản dị, tình người bao la. Như có Bác bên ta đang cùng nhau lội đồng, thăm những công trình nhà máy vút cao. Như có Bác bên ta trên giảng đường học tập. Chắp cánh cho ta bay xa, bay xa.
- "Bên tượng đài Bác Hồ" (Lê Giang)
- "Biết ơn cụ Hồ" (Lưu Bách Thụ)
- "Buổi sáng nhớ Bác"
- "Ca ngợi Hồ Chủ tịch" (Văn Cao): Người về đem tới ngày vui. Mùa thu nắng toả Ba Đình. Với tiếng Người còn dịu dàng như tiếng đất trời. Người về đem tới xuân đời từ đất nước cằn, Từ bùn lầy cả cuộc đời vùng lên.
- "Ca ngợi Hồ Chủ tịch" (Lưu Hữu Phước): Hồ Chí Minh sáng ngời gương đấu tranh. Vững bền đưa chúng ta vượt khó khăn. Hồ Chí Minh muôn năm chỉ lối cho nhân dân. Đến ngày chiến thắng vẻ vang.
- "Ca ngợi Hồ Chủ tịch" của Đỗ Nhuận: Bừng sáng ánh sao vàng trên bóng cờ, Hồ Chí Minh thân yêu của ta. Người đấu tranh lãnh đạo cuộc kháng chiến trường kỳ, mưu ấm no cho dân Việt Nam. Dắt dìu chúng ta vùng lên, Hồ Chí Minh vì sao sáng ngời. Hồ Chí Minh muôn năm, Hồ Chí Minh muôn năm. Ngời ánh vinh quang của giống nòi.
- "Cảm ơn đường Hồ Chí Minh" của Norodom Sihanouk (Campuchia)[4]
- "Cánh chim báo tin vui"
- "Chúng con bên giấc ngủ của Người" (Nguyễn Đăng Nước)
- "Cô gái Pako"
- "Dâng Người tiếng hát mùa xuân" (Nguyễn Văn Thương)
- "Dấu chân phía trước" (Phạm Minh Tuấn)
- "Đêm nghe hát đò đưa nhớ Bác" (An Thuyên)
- "Đêm Trường Sơn nhớ Bác" (Trần Chung)
- "Đôi dép Bác Hồ" (Văn An, phổ thơ Tạ Hữu Yên):... Đôi dép đơn sơ đôi dép Bác Hồ Bác đi từ ở chiến khu Bác về, Bác đi từ ở chiến khu Bác về. Phố phường trận địa nhà máy đồng quê đều in dấu dép Bác về...
- El derecho de vivir en paz (Quyền sống trong hòa bình), nhạc sĩ Victor Jara.
- "Em mơ gặp Bác Hồ" (Xuân Giao): "Đêm qua em mơ gặp Bác Hồ, râu Bác dài tóc Bác bạc phơ"
- "Em về quê Bác Hồ" (Hồ Tĩnh Tâm)
- "Giữa Mạc Tư Khoa nghe câu hò Nghệ Tĩnh" (Trần Hoàn)
- "Gửi tới Bác Hồ" (Kapapúi, lời Việt của Tường Vi)
- "Hát tên Người Hồ Chí Minh" (Nguyễn Trung Hoà)
- "Hát mừng Bác Hồ vĩ đại" của nhạc sĩ Suphat Mukhophathiai (Ấn Độ): "Ôi Hồ Chí Minh, Người vĩ đại biết bao!"[4]
- "Ho Chi Minh" của nhạc sĩ người Đức Kurt Demmler[4]
- "Hồ Chí Minh đẹp nhất tên Người" (Trần Kiết Tường): ...Trên cánh đồng miền Nam, đau thương mây phủ chân trời. Khi ca lên Hồ Chí Minh, nghe lòng phơi phới niềm tin...
- "Hồ Chí Minh là cả một bài thơ" (Nhạc sĩ người Cuba Felis Pita Rogerigate)
- "Hoa sen Tháp Mười" (Trương Quang Lục)
- "Inolvidable Ho Chi Minh" (nhạc sĩ Venezuela Alí Primera)
- "Jose Marti Hồ Chí Minh" (Nhạc sĩ Cuba Armando Cardoso)
- "Khăn quàng thắp sáng bình minh" (Trịnh Công Sơn): Được cho là bị sửa lời so với bản gốc của nhạc sĩ Trịnh Công Sơn
- "Làng Chăm ơn Bác" (Nhạc sĩ người Champa AmưNhân)
- "Lãnh tụ ca" (Lưu Hữu Phước) [5]
- "Lời Bác dặn trước lúc đi xa" (Trần Hoàn): Chuyện kể rằng trước lúc Người ra đi, Bác muốn nghe một câu hò xứ Huế. Nhưng không gian. vẫn bốn bề lặng lẽ, Bác đành nằm im...
- "Lời ca dâng Bác" (Trọng Loan)
- "Mỗi dòng thư Bác sáng ngời niềm tin" (Thuận Yến)
- "Miền Nam nhớ mãi ơn Người" (Lưu Cầu)
- "Miền Trung nhớ Bác" (Thuận Yến)
- "Ngọn cờ Hồ Chí Minh" (Nhạc sĩ Cuba Carlos Puebla, lời Việt của Hồ Bắc)
- "Nhớ hình ảnh Bác Hồ với nông dân" (Lê Đăng Khoa) [3]
- "Nhớ ơn Bác" (1960) (Phan Huỳnh Điểu)
- "Nhớ ơn Hồ Chủ tịch" (Phan Huỳnh Điểu)
- "Nơi Bác ở" (Lê Đăng Khoa) [3]: Ngôi nhà sàn bé nhỏ, nơi Bác ở đạm bạc. Cỏ non vờn chân Bác. Gió hát chiều xốn xang. Người ra đi, căn phòng vẫn lộng gió. Ấm áp tình người như Bác vẫn đâu đây
- "Ngợi ca chủ tịch Hồ Chí Minh" (Nhạc sĩ người Đức Jeans Chourfores)
- "Người là niềm tin tất thắng" (Chu Minh): Đất nước nghiêng mình đời đời nhớ ơn. Tên người sống mãi với non sông Việt Nam. Lời thề sắt son theo tiếng bác gọi, bốn ngàn năm dồn lại hôm nay, người sống trong muôn triệu trái tim... Thế giới nghiêng mình, loài người tiếc thương. Đây người chiến sĩ đấu tranh cho tự do. Người là ước mơ của các dân tộc. Tiếng người vang vọng đến mai sau. Nguyện ước theo con đường Bác đi...
- "Người mang tấm áo Bác Hồ"
- "Người sống mãi trong lòng miền Nam" (Nguyễn Đồng Nai)
- "Người về thăm quê" (Thuận Yến)
- "Nhật ký trong tù" (Nhạc sĩ người Anh George Feris phổ nhạc 7 bài thơ ông ưng ý nhất trong tập thơ này)
- "Như có Bác Hồ trong ngày vui đại thắng" (Phạm Tuyên)
- "Những bông hoa trong vườn Bác" (Văn Dung)
- "Quyền sống trong hòa bình" (The Right of Living in Peace) nhạc của Víctor Jara (Chile): "Nhà thơ Hồ Chí Minh – Đưa quyền sống hòa bình – Từ Việt Nam ra toàn nhân loại..."[4]
- "Suối Lê Nin" (Phạm Tuyên)
- "Tây Nguyên mừng đón thơ Bác" (Doãn Nho)
- "Tây Nguyên nhớ Bác Hồ" (Kapapúi - lời Tường Vi)
- "Teacher Uncle Ho" (Thầy giáo Bác Hồ) của nhạc sĩ người Mỹ Pete Seeger: ...I'll have to say in my own way. The only way I know, that we learned power to the people and the power to know. From Teacher Uncle Ho!
- "Tấm áo Bác Hồ" (Thuận Yến)
- "Tấm ảnh Bác Hồ" (Lưu Hữu Phước)
- "Thăm bến Nhà Rồng" (Trần Hoàn)
- "Thanh niên làm theo lời Bác" (Hoàng Hà)
- "Tiếng hát giữa rừng Pắk Pó" (Nguyễn Tài Tuệ)
- "Tiếng hát từ thành phố mang tên Bác" (Cao Việt Bách)
- "Tình Bác sáng đời ta" (Lưu Hữu Phước)
- "Trông cây lại nhớ đến Người" (Đỗ Nhuận)
- "Tuổi trẻ thế hệ Bác Hồ" (Triều Dâng)
- "Từ làng Sen" (Phạm Tuyên)
- "Vâng lời Bác Hồ" (Lưu Bách Thụ)
- "Vầng trăng Ba Đình" (Thuận Yến)
- "Viếng Lăng Bác" (Hoàng Hiệp, phổ thơ Viễn Phương)
- "Việt Nam đẹp nhất có tên Bác Hồ" (Nhạc sĩ Nga Vladimir Fere, lời Việt của Đỗ Nhuận) [cần dẫn nguồn]
- Từ rừng xanh cháu về Thăm Lăng Bác (1978) (hoàng long-hoàng lân)